# Сиченикова, Лидия Юрьевна
Лидия Юрьевна Сиченикова (род. 3 февраля 1993 года в Черновцах) — украинская спортсменка-лучница, мастер спорта международного класса по стрельбе из лука (2010, юниорский чемпионат Европы), участница Олимпиады 2012.

## Биография
Стрельбой из лука занимается с 2006 года (с 13 лет). Первый тренер — Виталий Гуменюк. На первом году тренировок перешла в группу Олега Осипенко. До стрельбы из лука занималась спортивным ориентированием у тренера Ивана Тумака. Неоднократно становилась победительницей и призёром соревнований по спортивному ориентированию в своей возрастной группе.
В 2008 году в городе Новая Каховка заняла первое место по стрельбе на юношеском первенстве Украины.
В 2010 году окончила черновицкую СШ № 27, поступила в Черновицкий торгово-экономический институт.
В январе 2012 года установила юниорский рекорд Европы — в первой серии из 60 выстрелов набрала 584 очка (предыдущий рекорд 582).
На Олимпиаде 2012 года в Лондоне в команде проиграла в 1/8 финала Японии, которая затем завоевала «бронзу». Индивидуально уступила в 1/32 финала в перестрелке Екатерине Тимофеевой (Белоруссия) — 5:6.
В январе 2013 года улучшила свой же рекорд, набрав 588 очков, сорекордсменка — Анастасия Павлова.
3 февраля 2015 года обвенчалась с Михаилом Косташем, мастером спорта по стрельбе из лука.
29 мая 2016 года в британском городе Ноттингем в составе сборной Украины по стрельбе из классического лука (женские сборные) стала чемпионкой Европы — вместе с Анастасией Павловой и Вероникой Марченко.